# 티아구 잘로
티아구 이마누엘 임발로 잘로(포르투갈어: Tiago Emanuel Embaló Djaló, 2000년 4월 9일 ~ )는 포르투갈의 축구 선수이다. 그의 포지션은 센터백으로, 현재 포르투갈 프리메이라리가의 포르투에서 활약하고 있다.

## 클럽 경력

### 스포르팅 CP
잘로는 리스본 대도시권 아마도라에서 기니비사우인 부모 사이에서 태어났으며, 2013년 SF 다마이넨스에서 스포르팅 CP 청소년 클럽으로 합류했다. 2018년 2월 24일, 아직 청소년 선수인 그는 리저브 팀 소속으로 2-2로 비긴 아카데미카 드 코임브라와의 세군다리가 홈경기에서 74분을 뛰며 프로 데뷔전을 치렀다.
2018년 4월 11일, 잘로는 1-1로 비긴 파말리캉과의 홈경기에서 2부 리그 첫 골을 기록했다.

### 밀란
2019년 1월, 잘로는 스포르팅과의 계약이 만료될 무렵 밀란과 계약을 맺고 이적하였다. 7월, 그는 새로 부임한 마르코 잠파올로 감독에 의해 다른 유소년팀 선수들과 함께 1군 훈련에 초청되었다. 그는 밀란에서 뛴 유일한 경기이기도 한 노바라와의 친선 경기에서 후반전에 교체 선수로 출전하였다.

### 릴
2019년 8월 1일, 잘로는 €5M으로 추정되는 이적료에 릴과 5년 계약을 맺고 이적하였다. 그는 10일 후, 2-1로 이긴 낭트와의 홈경기에서 같은 국적의 조제 폰트와 함께 중앙 수비를 맡아 리그 1 데뷔전을 치렀다. 그는 10월 23일, 1-1로 비긴 스타드 피에르 모루아에서 열린 발렌시아와의 조별 리그 경기에서 87분간 활약하며 UEFA 챔피언스리그 데뷔전을 치렀다.

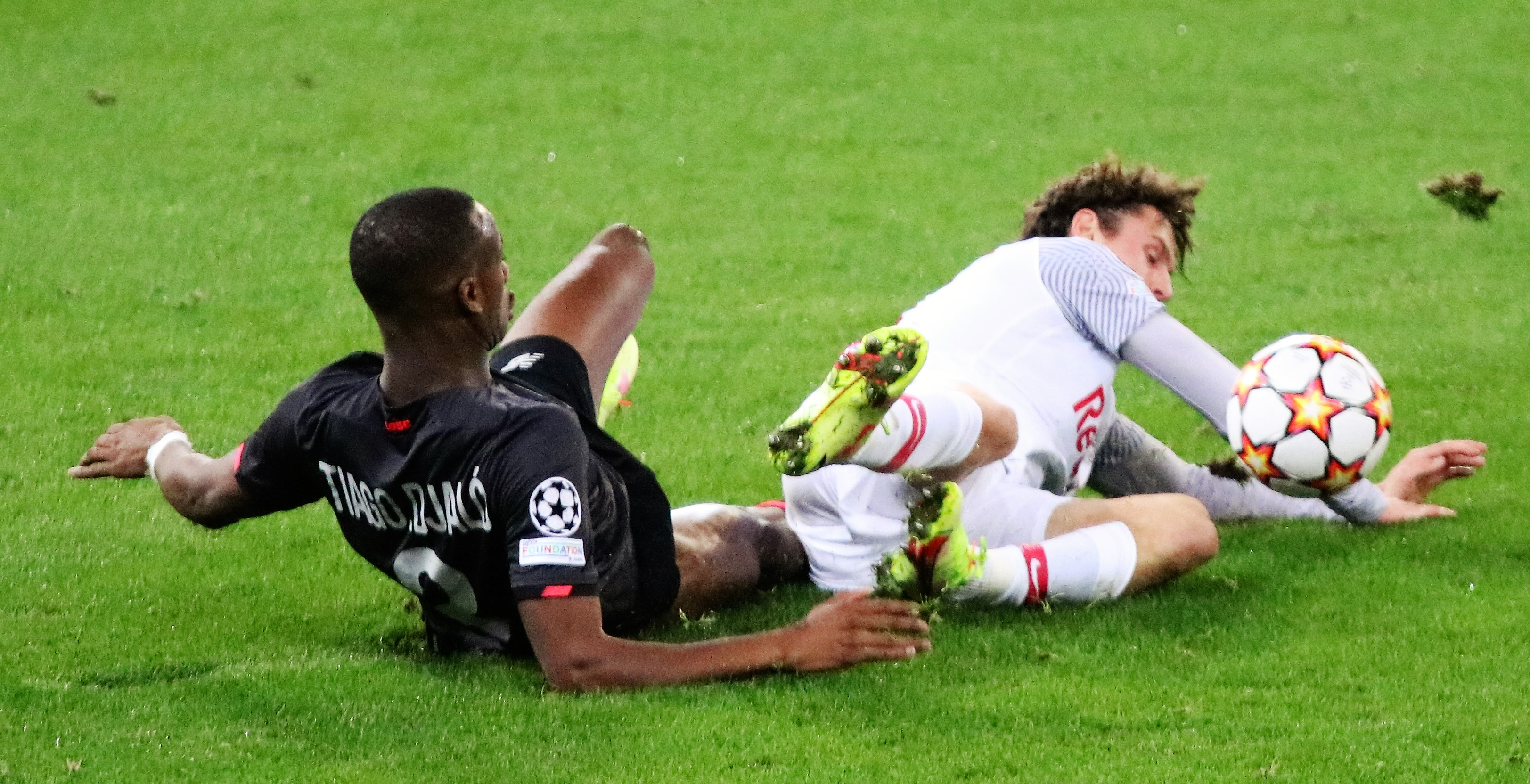
2021년 잘츠부르크전에서 잘로

2020–21 시즌, 잘로는 17경기에 출전하여 팀이 2011년 이후 처음으로 리그 우승을 차지하는데 기여하였다. 8월 1일, 그는 이스라엘 텔아비브에 위치한 블룸필드 스타디움에서 열린 1-0로 이긴 파리 생제르맹과의 트로페 데 샹피옹 경기에서 선발로 출전해 우승컵을 들어올렸다. 같은 해 11월 6일, 그는 1-1로 비긴 앙제와의 홈경기에서 선제골을 넣어 리그 데뷔골을 기록했다.
2023년 3월 4일, 랑스와의 리그 원정 경기 초반에 잘로는 전방십자인대부상을 당해 몇 달간 경기에 출전하지 못하게 되었다. 릴 소속으로 그는 모든 대회에서 102번 출전했다.

### 유벤투스
2024년 1월 22일, 잘로는 유벤투스와 2026년 6월까지 계약을 맺고 이적하며 이탈리아 세리에 A로 복귀했으며, 언론 보도에 따르면 유벤투스는 €3.6M의 이적료를 릴에 지불했는데, 추가 보너스를 포함하면 €5.1M까지 늘어날 수 있다.

## 국가대표팀 경력
잘로는 포르투갈 청소년 국가대표팀 경기에 26번 출장하였다. 그의 포르투갈 U-21 대표팀 첫 경기는 2019년 11월 14일, 0-0으로 비긴 이스토릴에서 열린 슬로베니아와의 친선 경기였다.
2022년 3월 21일, 잘로는 페페가 튀르키예와의 2022년 FIFA 월드컵 유럽 지역 예선 플레이오프를 앞두고 코로나바이러스-19 양성 판정을 받은 후 성인 국가대표팀에 처음으로 차출되었다. 10월, 그는 카타르에서 열리는 월드컵 본선 55인 예비 명단에 이름을 올렸다.

## 수상 내역
릴
- 리그 1: 2020–21[13]
- 트로페 데 샹피옹: 2021[24]